# James Paul Clarke

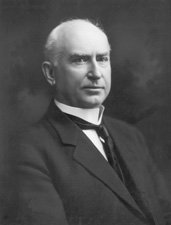
James Paul Clarke

James Paul Clarke, född 18 augusti 1854 i Yazoo City, Mississippi, död 1 oktober 1916 i Little Rock, Arkansas, var en amerikansk demokratisk politiker. Han var den 18:e guvernören i delstaten Arkansas 1895-1897. Han var ledamot av USA:s senat från 4 mars 1903 fram till sin död.
Clarke avlade 1878 juristexamen vid University of Virginia. Han inledde 1879 sin karriär som advokat i Helena, Arkansas. Han gifte sig 10 november 1883 med Sallie Moore Wooten. Paret fick tre barn.
Clarke var delstatens justitieminister, Arkansas Attorney General, 1892-1894. Clarke vann 1894 års guvernörsval i Arkansas som demokraternas kandidat. Han förespråkade fri silver som ett alternativ till guldmyntfoten och den vita rasens överhöghet. Clarke var inte särskilt framgångsrik som guvernör. I stället för att kandidera till omval som guvernör utmanade han sittande senatorn James Kimbrough Jones i demokraternas primärval utan framgång. Sex år senare lyckades Clarke i ett nytt försökt att besegra Jones. Han vann sedan senatsvalet och tillträdde 1903 som senator. Han omvaldes två gånger och avled i ämbetet.
Clarkes grav finns på Oakland Cemetery i Little Rock.